# Andżelika Wójcik
Andżelika Wójcik (ur. 8 listopada 1996 w Lubinie) – polska łyżwiarka szybka specjalizująca się w biegu na 500 m, czterokrotna medalistka mistrzostw świata, rekordzistka Polski.

## Kariera sportowa
Od początku kariery była zawodniczką MKS Cuprum Lubin, startuje w barwach AZS-AWF Katowice.
W 2016 zdobyła brązowy medal mistrzostw świata juniorek w sprincie drużynowym (z Kają Ziomek i Karoliną Bosiek), w 2018 brązowy medal akademickich mistrzostw świata w wyścigu na 1000 metrów, w 2020 brązowy medal akademickich mistrzostw świata w wyścigu na 1000 metrów, brązowy medal mistrzostw Europy w sprincie drużynowym (z Kają Ziomek i Natalią Czerwonką) oraz brązowy medal mistrzostw świata w sprincie drużynowym (z Kają Ziomek i Natalią Czerwonką)
Reprezentowała Polskę na Uniwersjadzie w 2017 (5 m. na 1500 metrów, 9 m. na 1000 metrów, 14 m. na metrów,  6 m. w wyścigu drużynowym, wyścigu ze startu wspólnego nie ukończyła), a także na mistrzostwach Europy seniorów w 2017 (15. w wieloboju sprinterskim), 2018 (14 m. na 1000 metrów, 17 m. na 500 metrów), 2019 (12 m. w wieloboju sprinterskim), 2020 (3 m. w sprincie drużynowym, 8 m. w wyścigu na 500 metrów, 15 m. w wyścigu na 1000  metrów), mistrzostwach świata seniorów na dystansach w 2020 (3 m. w sprincie drużynowym, 21 m. w wyścigu na 500 metrów) oraz mistrzostwach świata w wieloboju sprinterskim w 2020 (nie ukończyła).
W 2021 trzykrotnie poprawiała rekord Polski na dystansie 500 metrów. 10 października 2021 uzyskała wynik 37,64. 3 grudnia 2021 osiągnęła wynik 37,03, a 4 grudnia 2021 36,77, zwyciężając równocześnie, jako druga Polka w historii w zawodach Pucharu Świata (poprzednio w 1988 zawody PŚ na dystansie 3000 wygrała Erwina Ryś-Ferens). 4 grudnia 2021 poprawiła także rekord Polski na 1000 metrów, wynikiem 1:14,09.
Jest wielokrotną medalistka mistrzostw Polski w różnych kategoriach wiekowych.

### Zwycięstwa w zawodach indywidualnych Pucharu Świata chronologicznie
| Nr | Dzień     | Rok  | Miejscowość    | Dystans |
| -- | --------- | ---- | -------------- | ------- |
| 1. | 4 grudnia | 2021 | Salt Lake City | 500 m   |

### Miejsca na podium w zawodach indywidualnych Pucharu Świata chronologicznie
| Nr | Dzień        | Rok  | Miejscowość         | Dystans | Miejsce |
| -- | ------------ | ---- | ------------------- | ------- | ------- |
| 1. | 4 grudnia    | 2021 | Salt Lake City      | 500 m   | 1.      |
| 2. | 8 grudnia    | 2023 | Tomaszów Mazowiecki | 500 m   | 3.      |
| 3. | 22 listopada | 2024 | Nagano              | 500 m   | 2.      |
| 4. | 1 grudnia    | 2024 | Pekin               | 500 m   | 3.      |
| 5. | 26 stycznia  | 2025 | Calgary             | 500 m   | 2.      |
| 6. | 2 lutego     | 2025 | Milwaukee           | 500 m   | 3.      |

### Mistrzostwa Polski juniorów
- wicemistrzostwo Polski młodzików w wieloboju (2012)[20]
- wicemistrzostwo Polski juniorów młodszych w mini wieloboju (2013)[21]
- mistrzostwo Polski juniorów młodszych w mini wieloboju (2014)[22]
- wicemistrzostwo Polski juniorów w mini wieloboju (2015)[23]
- mistrzostwo Polski juniorów w wyścigu drużynowym (2016)[24]
- wicemistrzostwo Polski juniorów w mini wieloboju (2016)[25]

### Mistrzostwa Polski seniorów
- brązowy medal w wieloboju sprinterskim (2017)[26]
- brązowy medal w wyścigu na 500 metrów (2018)[27]
- srebrne medale w wieloboju sprinterskim[28], wyścigu drużynowym[29], sprincie drużynowym[30] oraz w wyścigu na 500 metrów[31] (2019)
- srebrny medal w sprincie drużynowym[32] i brązowe medal w wieloboju sprinterskim[33] oraz w wyścigu na 500 metrów (2020)[34]
- srebrne medale w wieloboju sprinterskim[35] i sprincie drużynowym[36] oraz brązowe medale w wyścigu na 500 metrów i 1000 metrów[37] (2021)
- złoty medal w wyścigu na 1000 metrów i sprincie drużynowym oraz srebrny medal w wyścigu na 500 metrów (2022)[38]